# Giải vô địch bóng đá nữ thế giới 2019 (Bảng A)
Bảng A của giải vô địch bóng đá nữ thế giới 2019 sẽ diễn ra từ ngày 7 đến ngày 17 tháng 6 năm 2019. Bảng này bao gồm chủ nhà Pháp, Nigeria, Na Uy và Hàn Quốc. Hai đội hàng đầu, có thể cùng với đội xếp thứ ba (nếu họ được xếp hạng với tư cách là 1 trong số 4 đội tốt nhất), sẽ giành quyền vào vòng 16 đội.

## Các đội tuyển
| Vị trí bốc thăm | Đội tuyển | Nhóm | Liên đoàn | Phương pháp vượt qua vòng loại               | Ngày vượt qua vòng loại | Tham dự chung kết | Tham dự cuối cùng | Thành tích tốt nhất lần trước | Bảng xếp hạng FIFA | Bảng xếp hạng FIFA |
| Vị trí bốc thăm | Đội tuyển | Nhóm | Liên đoàn | Phương pháp vượt qua vòng loại               | Ngày vượt qua vòng loại | Tham dự chung kết | Tham dự cuối cùng | Thành tích tốt nhất lần trước | Tháng 12-2018      | Tháng 6-2019       |
| --------------- | --------- | ---- | --------- | -------------------------------------------- | ----------------------- | ----------------- | ----------------- | ----------------------------- | ------------------ | ------------------ |
| A1              | Pháp      | 1    | UEFA      | Chủ nhà                                      | 19 tháng 3 năm 2015     | 4 lần             | 2015              | Hạng tư (2011)                | 3                  | 4                  |
| A2              | Hàn Quốc  | 3    | AFC       | Hạng 5 Cúp bóng đá nữ châu Á                 | 16 tháng 4 năm 2018     | 3 lần             | 2015              | Vòng 16 đội (2015)            | 14                 | 14                 |
| A3              | Na Uy     | 2    | UEFA      | Nhất bảng 3 UEFA                             | 4 tháng 9 năm 2018      | 8 lần             | 2015              | Vô địch (1995)                | 13                 | 12                 |
| A4              | Nigeria   | 4    | CAF       | Vô địch Cúp bóng đá nữ các quốc gia châu Phi | 27 tháng 11 năm 2018    | 8 lần             | 2015              | Tứ kết (1999)                 | 39                 | 38                 |

Ghi chú
1. ↑  Bảng xếp hạng của tháng 12 năm 2018 đã được sử dụng để hạt giống cho bốc thăm chung kết.

## Bảng xếp hạng
| VT | Đội      | ST | T | H | B | BT | BB | HS | Đ | Giành quyền tham dự                     |
| -- | -------- | -- | - | - | - | -- | -- | -- | - | --------------------------------------- |
| 1  | Pháp (H) | 3  | 3 | 0 | 0 | 7  | 1  | +6 | 9 | Giành quyền vào vòng đấu loại trực tiếp |
| 2  | Na Uy    | 3  | 2 | 0 | 1 | 6  | 3  | +3 | 6 | Giành quyền vào vòng đấu loại trực tiếp |
| 3  | Nigeria  | 3  | 1 | 0 | 2 | 2  | 4  | −2 | 3 | Giành quyền vào vòng đấu loại trực tiếp |
| 4  | Hàn Quốc | 3  | 0 | 0 | 3 | 1  | 8  | −7 | 0 |                                         |

Trong vòng 16 đội:
- Đội nhất bảng A sẽ giành quyền thi đấu với đội xếp thứ ba của bảng C, bảng D hoặc bảng E.
- Đội nhì bảng A sẽ giành quyền thi đấu với đội nhì bảng C.
- Đội xếp thứ ba của bảng A có thể giành quyền thi đấu với đội nhất bảng B hoặc bảng C (nếu 1 trong số 4 đội xếp thứ ba tốt nhất).

## Các trận đấu
Tất cả thời gian được liệt kê là giờ địa phương, CEST (UTC+2).

### Pháp v Hàn Quốc
| Pháp                                           | 4–0      | Hàn Quốc |
| ---------------------------------------------- | -------- | -------- |
| - Le Sommer 9' - Renard 35', 45+2' - Henry 85' | Chi tiết |          |

| Pháp | Hàn Quốc |

| TM                      | 16 | Sarah Bouhaddi      |  |     |
| HV                      | 4  | Marion Torrent      |  |     |
| HV                      | 19 | Griedge Mbock Bathy |  |     |
| HV                      | 3  | Wendie Renard       |  |     |
| HV                      | 10 | Amel Majri          |  | 74' |
| TV                      | 6  | Amandine Henry (c)  |  |     |
| TV                      | 17 | Gaëtane Thiney      |  | 86' |
| TV                      | 15 | Élise Bussaglia     |  |     |
| TĐ                      | 20 | Delphine Cascarino  |  | 70' |
| TĐ                      | 11 | Kadidiatou Diani    |  |     |
| TĐ                      | 9  | Eugénie Le Sommer   |  |     |
| Vào thay người:         |    |                     |  |     |
| TĐ                      | 13 | Valérie Gauvin      |  | 70' |
| HV                      | 2  | Ève Périsset        |  | 74' |
| TV                      | 8  | Grace Geyoro        |  | 86' |
| Huấn luyện viên trưởng: |    |                     |  |     |
| Corinne Diacre          |    |                     |  |     |

| TM                      | 18 | Kim Min-jeong   |  |     |
| HV                      | 20 | Kim Hye-ri      |  |     |
| HV                      | 4  | Hwang Bo-ram    |  |     |
| HV                      | 5  | Kim Do-yeon     |  |     |
| HV                      | 16 | Jang Sel-gi     |  |     |
| TV                      | 15 | Lee Young-ju    |  | 69' |
| TV                      | 10 | Ji So-yun       |  |     |
| TV                      | 8  | Cho So-hyun (c) |  |     |
| TĐ                      | 12 | Kang Yu-mi      |  | 52' |
| TĐ                      | 11 | Jung Seol-bin   |  | 86' |
| TĐ                      | 17 | Lee Geum-min    |  |     |
| Vào thay người:         |    |                 |  |     |
| TV                      | 23 | Kang Chae-rim   |  | 52' |
| TV                      | 7  | Lee Min-a       |  | 69' |
| TĐ                      | 13 | Yeo Min-ji      |  | 86' |
| Huấn luyện viên trưởng: |    |                 |  |     |
| Yoon Deok-yeo           |    |                 |  |     |

| Cầu thủ xuất sắc nhất trận: Wendie Renard (Pháp) Trợ lý trọng tài: Luciana Mascaraña (Uruguay) Mónica Amboya (Uruguay) Trọng tài bàn: Melissa Borjas (Honduras) Trọng tài sau cầu môn: Mariana de Almeida (Argentina) Trợ lý trọng tài video: Mauro Vigliano (Argentina) Giám sát trợ lý trọng tài video: José María Sánchez Martínez (Tây Ban Nha) Felisha Mariscal (Hoa Kỳ) |

### Na Uy v Nigeria
| Na Uy                                        | 3–0      | Nigeria |
| -------------------------------------------- | -------- | ------- |
| - Reiten 17' - Utland 34' - Ohale 37' (l.n.) | Chi tiết |         |

| Na Uy | Nigeria |

| TM                      | 1  | Ingrid Hjelmseth   |  |       |
| HV                      | 2  | Ingrid Wold        |  |       |
| HV                      | 6  | Maren Mjelde (c)   |  |       |
| HV                      | 3  | Maria Thorisdottir |  |       |
| HV                      | 17 | Kristine Minde     |  |       |
| TV                      | 10 | Caroline Hansen    |  |       |
| TV                      | 8  | Vilde Bøe Risa     |  | 84'   |
| TV                      | 14 | Ingrid Engen       |  |       |
| TV                      | 16 | Guro Reiten        |  | 90+1' |
| TĐ                      | 9  | Isabell Herlovsen  |  |       |
| TĐ                      | 11 | Lisa-Marie Utland  |  | 80'   |
| Vào thay người:         |    |                    |  |       |
| TĐ                      | 7  | Elise Thorsnes     |  | 80'   |
| TV                      | 18 | Frida Maanum       |  | 84'   |
| TĐ                      | 20 | Emilie Haavi       |  | 90+1' |
| Huấn luyện viên trưởng: |    |                    |  |       |
| Martin Sjögren          |    |                    |  |       |

| TM                      | 1  | Tochukwu Oluehi       |       |     |
| HV                      | 14 | Faith Michael         |       | 54' |
| HV                      | 3  | Osinachi Ohale        |       |     |
| HV                      | 5  | Onome Ebi             |       |     |
| HV                      | 4  | Ngozi Ebere           |       |     |
| TV                      | 18 | Halimatu Ayinde       |       | 51' |
| TV                      | 13 | Ngozi Okobi-Okeoghene |       |     |
| TV                      | 10 | Rita Chikwelu         |       |     |
| TĐ                      | 8  | Asisat Oshoala        |       |     |
| TĐ                      | 9  | Desire Oparanozie (c) | 13'   | 71' |
| TĐ                      | 17 | Francisca Ordega      | 45+1' |     |
| Vào thay người:         |    |                       |       |     |
| FW                      | 11 | Chinaza Uchendu       |       | 51' |
| DF                      | 20 | Chidinma Okeke        |       | 54' |
| FW                      | 12 | Uchenna Kanu          |       | 71' |
| Huấn luyện viên trưởng: |    |                       |       |     |
| Thomas Dennerby         |    |                       |       |     |

| Cầu thủ xuất sắc nhất trận: Guro Reiten (Na Uy) Trợ lý trọng tài: Kathryn Nesbitt (Hoa Kỳ) Chantal Boudreau (Canada) Trọng tài bàn: Casey Reibelt (Úc) Trọng tài sau cầu môn: Hagio Maiko (Nhật Bản) Trợ lý trọng tài video: Danny Makkelie (Hà Lan) Giám sát trợ lý trọng tài video: Mohammed Abdulla Hassan Mohamed (UAE) Sian Massey-Ellis (Anh) |

### Nigeria v Hàn Quốc
| Nigeria                                | 2–0      | Hàn Quốc |
| -------------------------------------- | -------- | -------- |
| - Kim Do-yeon 29' (l.n.) - Oshoala 75' | Chi tiết |          |

| Nigeria | Hàn Quốc |

| TM                      | 16 | Chiamaka Nnadozie     |     |     |
| HV                      | 20 | Chidinma Okeke        |     |     |
| HV                      | 3  | Osinachi Ohale        |     |     |
| HV                      | 5  | Onome Ebi             |     |     |
| HV                      | 4  | Ngozi Ebere           |     |     |
| TV                      | 11 | Chinaza Uchendu       |     | 65' |
| TV                      | 13 | Ngozi Okobi-Okeoghene |     |     |
| TV                      | 10 | Rita Chikwelu         | 61' |     |
| TĐ                      | 8  | Asisat Oshoala        |     | 83' |
| TĐ                      | 9  | Desire Oparanozie (c) |     |     |
| TĐ                      | 17 | Francisca Ordega      |     | 80' |
| Vào thay người:         |    |                       |     |     |
| TV                      | 18 | Halimatu Ayinde       |     | 65' |
| TĐ                      | 7  | Anam Imo              |     | 80' |
| TĐ                      | 12 | Uchenna Kanu          |     | 83' |
| Huấn luyện viên trưởng: |    |                       |     |     |
| Thomas Dennerby         |    |                       |     |     |

| TM                      | 18 | Kim Min-jeong   |     |     |
| HV                      | 20 | Kim Hye-ri      |     |     |
| HV                      | 4  | Hwang Bo-ram    | 71' |     |
| HV                      | 5  | Kim Do-yeon     |     |     |
| HV                      | 16 | Jang Sel-gi     |     |     |
| TV                      | 8  | Cho So-hyun (c) |     |     |
| TV                      | 7  | Lee Min-a       |     | 56' |
| TV                      | 10 | Ji So-yun       | 49' |     |
| TV                      | 23 | Kang Chae-rim   |     | 76' |
| TV                      | 17 | Lee Geum-min    |     |     |
| TĐ                      | 11 | Jung Seol-bin   |     | 56' |
| Vào thay người:         |    |                 |     |     |
| TĐ                      | 13 | Yeo Min-ji      |     | 56' |
| TV                      | 9  | Moon Mi-ra      |     | 56' |
| TV                      | 19 | Lee So-dam      |     | 76' |
| Huấn luyện viên trưởng: |    |                 |     |     |
| Yoon Deok-yeo           |    |                 |     |     |

| Cầu thủ xuất sắc nhất trận: Asisat Oshoala (Nigeria) Trợ lý trọng tài: Ekaterina Kurochkina (Nga) Petruța Iugulescu (România) Trọng tài bàn: Ekaterina Koroleva (Hoa Kỳ) Trọng tài sau cầu môn: Julia Magnusson (Thụy Điển) Trợ lý trọng tài video: Carlos del Cerro Grande (Tây Ban Nha) Giám sát trợ lý trọng tài video: Paolo Valeri (Ý) Leslie Vásquez (Chile) |

### Pháp v Na Uy
| Pháp                                 | 2–1      | Na Uy               |
| ------------------------------------ | -------- | ------------------- |
| - Gauvin 46' - Le Sommer 72' (ph.đ.) | Chi tiết | - Renard 54' (l.n.) |

| Pháp | Na Uy |

| TM                      | 16 | Sarah Bouhaddi      |     |     |
| HV                      | 4  | Marion Torrent      |     |     |
| HV                      | 19 | Griedge Mbock Bathy |     |     |
| HV                      | 3  | Wendie Renard       |     |     |
| HV                      | 10 | Amel Majri          |     |     |
| TV                      | 6  | Amandine Henry (c)  |     |     |
| TV                      | 17 | Gaëtane Thiney      |     | 82' |
| TV                      | 15 | Élise Bussaglia     |     |     |
| TĐ                      | 11 | Kadidiatou Diani    |     |     |
| TĐ                      | 13 | Valérie Gauvin      |     | 85' |
| TĐ                      | 9  | Eugénie Le Sommer   | 56' |     |
| Vào thay người:         |    |                     |     |     |
| TV                      | 14 | Charlotte Bilbault  |     | 82' |
| TĐ                      | 20 | Delphine Cascarino  |     | 85' |
| Huấn luyện viên trưởng: |    |                     |     |     |
| Corinne Diacre          |    |                     |     |     |

| TM                      | 1  | Ingrid Hjelmseth     |     |       |
| HV                      | 2  | Ingrid Wold          |     | 86'   |
| HV                      | 6  | Maren Mjelde (c)     |     |       |
| HV                      | 3  | Maria Thorisdottir   |     |       |
| HV                      | 17 | Kristine Minde       |     |       |
| TV                      | 21 | Karina Sævik         |     | 76'   |
| TV                      | 8  | Vilde Bøe Risa       |     | 90+1' |
| TV                      | 14 | Ingrid Engen         | 71' |       |
| TV                      | 16 | Guro Reiten          |     |       |
| TĐ                      | 10 | Caroline Hansen      |     |       |
| TĐ                      | 9  | Isabell Herlovsen    |     |       |
| Vào thay người:         |    |                      |     |       |
| TĐ                      | 11 | Lisa-Marie Utland    |     | 76'   |
| TV                      | 5  | Synne Skinnes Hansen |     | 86'   |
| TV                      | 18 | Frida Maanum         |     | 90+1' |
| Huấn luyện viên trưởng: |    |                      |     |       |
| Martin Sjögren          |    |                      |     |       |

| Cầu thủ xuất sắc nhất trận: Valérie Gauvin (Pháp) Trợ lý trọng tài: Katrin Rafalski (Đức) Chrysoula Kourompylia (Hy Lạp) Trọng tài bàn: Riem Hussein (Đức) Trọng tài sau cầu môn: Lisa Rashid (Anh) Trợ lý trọng tài video: Felix Zwayer (Đức) Giám sát trợ lý trọng tài video: Sascha Stegemann (Đức) Chantal Boudreau (Canada) |

### Nigeria v Pháp
| Nigeria | 0–1      | Pháp                 |
| ------- | -------- | -------------------- |
|         | Chi tiết | - Renard 79' (ph.đ.) |

| Nigeria | Pháp |

| TM                      | 16 | Chiamaka Nnadozie     | 77'     |     |
| HV                      | 20 | Chidinma Okeke        |         |     |
| HV                      | 5  | Onome Ebi             |         |     |
| HV                      | 3  | Osinachi Ohale        |         |     |
| HV                      | 4  | Ngozi Ebere           | 28' 75' |     |
| TV                      | 18 | Halimatu Ayinde       |         |     |
| TV                      | 13 | Ngozi Okobi-Okeoghene |         |     |
| TV                      | 10 | Rita Chikwelu         | 90+9'   |     |
| TĐ                      | 17 | Francisca Ordega      |         | 84' |
| TĐ                      | 8  | Asisat Oshoala        |         | 85' |
| TĐ                      | 9  | Desire Oparanozie (c) |         | 90' |
| Vào thay người:         |    |                       |         |     |
| TV                      | 6  | Evelyn Nwabuoku       |         | 84' |
| TĐ                      | 7  | Anam Imo              |         | 85' |
| TĐ                      | 12 | Uchenna Kanu          |         | 90' |
| Huấn luyện viên trưởng: |    |                       |         |     |
| Thomas Dennerby         |    |                       |         |     |

| TM                      | 16 | Sarah Bouhaddi      |       |     |
| HV                      | 2  | Ève Périsset        |       |     |
| HV                      | 19 | Griedge Mbock Bathy |       |     |
| HV                      | 3  | Wendie Renard       |       |     |
| HV                      | 10 | Amel Majri          |       |     |
| TV                      | 6  | Amandine Henry (c)  |       |     |
| TV                      | 17 | Gaëtane Thiney      |       | 89' |
| TV                      | 14 | Charlotte Bilbault  |       |     |
| TĐ                      | 20 | Delphine Cascarino  |       | 62' |
| TĐ                      | 13 | Valérie Gauvin      | 45+1' | 62' |
| TĐ                      | 18 | Viviane Asseyi      |       |     |
| Vào thay người:         |    |                     |       |     |
| TĐ                      | 9  | Eugénie Le Sommer   |       | 62' |
| TĐ                      | 11 | Kadidiatou Diani    |       | 62' |
| TV                      | 8  | Grace Geyoro        |       | 89' |
| Huấn luyện viên trưởng: |    |                     |       |     |
| Corinne Diacre          |    |                     |       |     |

| Cầu thủ xuất sắc nhất trận: Wendie Renard (Pháp) Trợ lý trọng tài: Shirley Perello (Honduras) Felisha Mariscal (Hoa Kỳ) Trọng tài bàn: María Carvajal (Chile) Trọng tài sau cầu môn: Leslie Vásquez (Chile) Trợ lý trọng tài video: Danny Makkelie (Hà Lan) Giám sát trợ lý trọng tài video: Paweł Gil (Ba Lan) Loreto Toloza (Chile) |

### Hàn Quốc v Na Uy
| Hàn Quốc         | 1–2      | Na Uy                                          |
| ---------------- | -------- | ---------------------------------------------- |
| - Yeo Min-ji 78' | Chi tiết | - C. Hansen 4' (ph.đ.) - Herlovsen 50' (ph.đ.) |

| Hàn Quốc | Na Uy |

| TM                      | 18 | Kim Min-jeong   |     |     |
| HV                      | 2  | Lee Eun-mi      |     | 79' |
| HV                      | 14 | Shin Dam-yeong  |     |     |
| HV                      | 5  | Kim Do-yeon     |     |     |
| HV                      | 16 | Jang Sel-gi     |     |     |
| TV                      | 23 | Kang Chae-rim   |     | 66' |
| TV                      | 10 | Ji So-yun       |     |     |
| TV                      | 8  | Cho So-hyun (c) | 4'  |     |
| TĐ                      | 17 | Lee Geum-min    |     |     |
| TĐ                      | 13 | Yeo Min-ji      | 85' |     |
| TĐ                      | 9  | Moon Mi-ra      |     | 82' |
| Vào thay người:         |    |                 |     |     |
| TV                      | 7  | Lee Min-a       |     | 66' |
| HV                      | 3  | Jeong Yeong-a   |     | 79' |
| TV                      | 12 | Kang Yu-mi      |     | 82' |
| Huấn luyện viên trưởng: |    |                 |     |     |
| Yoon Deok-yeo           |    |                 |     |     |

| TM                      | 1  | Ingrid Hjelmseth   |  |     |
| HV                      | 2  | Ingrid Wold        |  |     |
| HV                      | 6  | Maren Mjelde (c)   |  |     |
| HV                      | 3  | Maria Thorisdottir |  |     |
| HV                      | 17 | Kristine Minde     |  |     |
| TV                      | 10 | Caroline Hansen    |  | 54' |
| TV                      | 8  | Vilde Bøe Risa     |  |     |
| TV                      | 14 | Ingrid Engen       |  |     |
| TV                      | 16 | Guro Reiten        |  |     |
| TĐ                      | 11 | Lisa-Marie Utland  |  | 46' |
| TĐ                      | 9  | Isabell Herlovsen  |  | 69' |
| Vào thay người:         |    |                    |  |     |
| TV                      | 21 | Karina Sævik       |  | 46' |
| TV                      | 18 | Frida Maanum       |  | 54' |
| TĐ                      | 7  | Elise Thorsnes     |  | 69' |
| Huấn luyện viên trưởng: |    |                    |  |     |
| Martin Sjögren          |    |                    |  |     |

| Cầu thủ xuất sắc nhất trận: Caroline Hansen (Na Uy) Trợ lý trọng tài: Princess Brown (Jamaica) Stephanie-Dale Yee Sing (Jamaica) Trọng tài bàn: Gladys Lengwe (Zambia) Trọng tài sau cầu môn: Maria Salamasina (Samoa) Trợ lý trọng tài video: Chris Beath (Úc) Giám sát trợ lý trọng tài video: Mohammed Abdulla Hassan Mohamed (UAE) Lucie Ratajová (Cộng hòa Séc) |